# Campionat del món d'escacs femení de 1930
El 2n Campionat del món d'escacs femení es va disputar durant la III Olimpíada d'escacs a Hamburg. El torneig es va disputar com un doble round-robin. Vera Menchik va defensar amb èxit el seu títol. Els resultats finals foren els següents:
|   | Jugadora                      | 1   | 2   | 3   | 4   | 5   | Total |
| - | ----------------------------- | --- | --- | --- | --- | --- | ----- |
| 1 | Vera Menchik (Txecoslovàquia) | -   | ½ 1 | 0 1 | 1 1 | 1 1 | 6½    |
| 2 | Paula Wolf-Kalmar (Àustria)   | ½ 0 | -   | 1 0 | 1 1 | 1 1 | 5½    |
| 3 | Wally Henschel (Alemanya)     | 1 0 | 0 1 | -   | 1 1 | 0 ½ | 4½    |
| 4 | Katarina Beskow (Suècia)      | 0 0 | 0 0 | 0 0 | -   | 1 1 | 2     |
| 5 | Agnes Stevenson (Anglaterra)  | 0 0 | 0 0 | 1 ½ | 0 0 | -   | 1½    |